# Likorova kuća
Likorova kuća, ladanjska i gospodarska zgrada na Budinjcu, na sjevernim padinama Purkina kuka, kod Staroga Grada i Dola. Vlasnik je bio liječnik i posjednik Petar Ostojić (1780. – 1851.). Podignuta je u prvoj polovici 19. stoljeća. Prema liječniku (mjesni hrvatski dijalekt: likor) su mještani nazvali objekt. Od kuće su danas ostale samo ruševine. Priče u svezi s njome i danas su ostale žive među starijim mještanima, osobito Dola.
Likorova kuća i Purkin kuk danas su omiljeni među turistima kao vidikovac, te je Turistička zajednica Staroga Grada osmislila i uredila putokaze do njih. Do kuće vodi staza koja počinje kod kapele sv. Roka.
Likorova kuća je obrađena u dolskoj noveli Verke Ilijić Škurle Kurtizani, u kojoj su pomiješani povijesni i legendarni sadržaji, poput legende o Kurtizani koja je spisateljici poslužila kao predložak za novelu.

## Vanjske poveznice
- | Logotip Zajedničkog poslužitelja | Zajednički poslužitelj ima još gradiva o temi Likorova kuća |
- Google